# Caubeyres
Caubeyres é uma comuna francesa na região administrativa da Nova Aquitânia, no departamento Lot-et-Garonne. Estende-se por uma área de 14,57 km². Em 2010 a comuna tinha 257 habitantes (densidade: 17,6 hab./km²).